# Alondes Williams
Alondes Louis Williams (ur. 19 czerwca 1999 w Milwaukee) – amerykański koszykarz, występujący na pozycjach rozgrywającego lub rzucającego obrońcy, od 2024 zawodnik Miami Heat oraz zespołu G-League – Sioux Falls Skyforce.
12 stycznia 2023 został zwolniony przez Brooklyn Nets. 11 sierpnia 2023 dołączył do Miami Heat. 9 lutego 2024 zawarł umowę z Heat na występy zarówno w NBA, jak i zespole G-League – Sioux Falls Skyforce.

## Osiągnięcia
Stan na 6 marca 2024, na podstawie, o ile nie zaznaczono inaczej.
NJCAA II
- Mistrz dywizji II NJCAA (2018)
- Koszykarz roku konferencji North Central Community College (N4C – 2019)
- Zaliczony do I składu N4C (2018, 2019)

NCAA
- Uczestnik:
  - II rundy turnieju NCAA (2021)
  - meczu gwiazd NCAA – Reese’s College All-Star Game (2022)
- Koszykarz roku:
  - konferencji Atlantic Coast (ACC – 2022)[8]
  - dystryktu III (2022)
- Zaliczony do:
  - I składu:
    - ACC (2022)
    - dystryktu III (2022)
    - Emerald Coast Classic (2022)

  - honorable mention All-American (2022 przez USBWA, Associated Press)
- Lider ACC w:
  - średniej asyst (2022 – 5,2)
  - liczbie asyst (2022 – 181)
- Zawodnik tygodnia:
  - NCAA (19.12.2021 według USBWA)
  - ACC (13.12.2021, 20.12.2021)

NBA
- Uczestnik turnieju Panini Rising Stars (2024 – Team Detlef)[9]